# Isaak Rubin
Isaak Il'ijč Rubin (in russo Исаа́к Ильи́ч Ру́бин?; Daugavpils, 1886 – Aqtöbe, 1937) è stato un economista russo e sovietico.

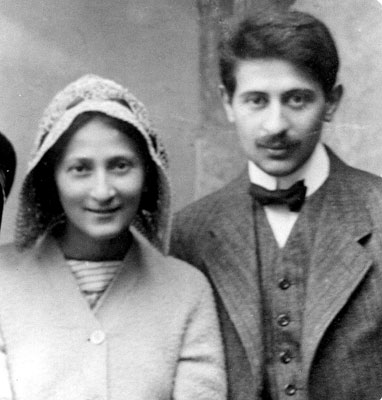
Isaak Rubin e la moglie Polina

È considerato il più importante teorico ed esperto del suo tempo nel campo marxista della teoria del valore. Il suo scritto principale, Saggi sulla teoria del valore di Marx  fu pubblicato nel 1928. Venne fucilato nel 1937, durante le purghe staliniane.

## Biografia
Nato a Daugavpils, nella Letgallia (all'epoca un governatorato dell'Impero russo, attualmente parte della Lettonia), in una famiglia ebraica ashkenazita, fu membro, dal 1904 al 1905, dell'Unione Generale dei Lavoratori Ebrei, in seguito aderente in blocco, in occasione dello scoppio della rivoluzione del 1905, alla corrente cosiddetta  menscevica del Partito Operaio Socialdemocratico Russo, laddove Rubin aderì invece a quella bolscevica. Successivamente si laureò presso l'Università di San Pietroburgo in campo giuridico ed esercitò come avvocato a Mosca fino al 1912.
Dopo la Rivoluzione d'ottobre pubblicò alcuni suoi lavori e strinse in seguito amicizia con David Rjazanov, capo dell'Istituto Marx-Engels, il quale ben presto si accorse del valore e delle capacità di Rubin come studioso delle teorie di Marx. 

Nel 1921 divenne professore di economia politica all'Università di Mosca.
Durante il tragico periodo delle purghe staliniane, finì per patire le persecuzioni del nuovo regime principalmente a causa della profonda originalità e spessore delle sue radicali tesi sulle teorie marxiane del valore e della sua conseguente trasformazione nei prezzi di produzione, che si poneva ipso facto in opposizione al modello di produzione economica attuatovi da Stalin, così come i suoi trascorsi con esponenti ed organizzazioni successivamente confluiti nella fazione menscevica, seppur la sua reputazione accademica ed alcune amicizie influenti tra i maggiori esponenti bolscevichi del suo tempo (come, ad esempio, Nikolaj Krestinskij, Anatolij Lunačarskij, Michail Pokrovskij, Georgij Plechanov, David Rjazanov, ecc.) gli permisero qualche trattamento privilegiato e continue pressioni per il suo rilascio.
Nel 1930, però, s'intensificò drasticamente la politica repressiva nei suoi confronti, con una ferocissima campagna imbastita contro le sue tesi, contenute in particolare nel suo libro Saggi sulla teoria del valore di Marx. La Pravda, nel novembre dello stesso anno, lo accusò infatti di cospirazione.
Nel dicembre del 1930 fu arrestato e costretto, sotto tortura, a confessare presunti crimini e cospirazioni. Fu condannato a 5 anni di prigione, commutati poi, nel 1933, all'esilio in Kazakistan, dapprima nel villaggio di Turgai, ed in seguito sotto la stretta supervisione d'una cooperativa di lavoro ad Aqtöbe.
Fu infine condannato a morte per fucilazione, sempre ad Aqtöbe, il 27 novembre del 1937.

## Teorie e pubblicazioni
Il lavoro principale di Rubin è Saggi sulla teoria del valore di Marx, opera fondamentale nel campo della teoria marxiana del valore.
L'originalità dell'analisi di Rubin è la riabilitazione, nel cuore dell'analisi del valore, della teoria del feticismo della merce, secondo lui troppo sottovalutata o addirittura ignorata dagli altri autori. Questo approccio rivoluzionerebbe la lettura del libro più importante di Karl Marx - Il Capitale - e può chiarire i molti malintesi che hanno finora impedito in modo rilevante la corretta comprensione dell'opera.
Per Rubin: 

"La teoria del feticismo della merce non è mai stata valutata correttamente nell'ambito dell'economia marxista. [...] Ma sia i sostenitori sia gli oppositori del marxismo l'hanno per lo più concepita come un ambito del discorso autonomo e separato, con scarso rapporto con il corpus teorico dell'economia marxista. La presentano come un'appendice della teoria del valore, una interessante digressione letteraria o culturale. [...] La forma, tuttavia, non corrisponde affatto alla struttura interna e logica del discorso marxiano. La teoria del feticismo è anzi la base dell'intero sistema economico di Marx, e in particolare della sua teoria del valore." (Rubin, Saggi sulla teoria del valore di Marx, I. La teoria marxiana del feticismo della merce).
Inoltre, Rubin dimostra che il feticismo delle merci non può essere interpretato, come nella tradizione del marxismo, come una mera illusione, una falsa coscienza, un mascheramento delle relazioni sociali:
(Saggi sulla teoria del valore di Marx, 1976, p. 6.)

## Pubblicazioni
- Rubin, Isaak Il'ič:Saggi sulla teoria del valore di Marx. Feltrinelli, 1976
- Isaak Il'ič Rubin/Bessonov SA et al.Dialettica delle categorie. Discussione in URSS (1927-29), Berlin (West) 1975.